# Synchronous
Synchronous (англ. Synchronous - синхронний) — український електромобіль, представлений в Монако у квітні 2016 року та у травні в 2016 році в Києві.

## Історія розробки
Згідно заяві СЕО компанії «Electric Marathon International» Андрія Білого, розробка прототипу зайняла близько року — з 2015-го по 2016-й. До роботи над електромобілем також долучались українські партнери: дизайнерське бюро «SkyRye» (Київ) та інжинірингова компанія «Eco-Factor» (Одеса). Фірма «E-Line» (Дніпро) розробила зарядну станцію спеціально для моделі Synchronous.
У квітні 2016 року діючий прототип Synchronous було вперше представлено громадськості на міжнародній конференції «EVER 2016», присвяченій екологічно чистому транспорту та поновлюваним джерелам енергії. У травні цього ж року електромобіль презентували в Києві.
Дизайн прототипу виконано в стилі ретро-футуризму. За словами дизайнера моделі Владислава Карпеця, з самого початку електрокар вирішили зробити схожим на старовинну карету.

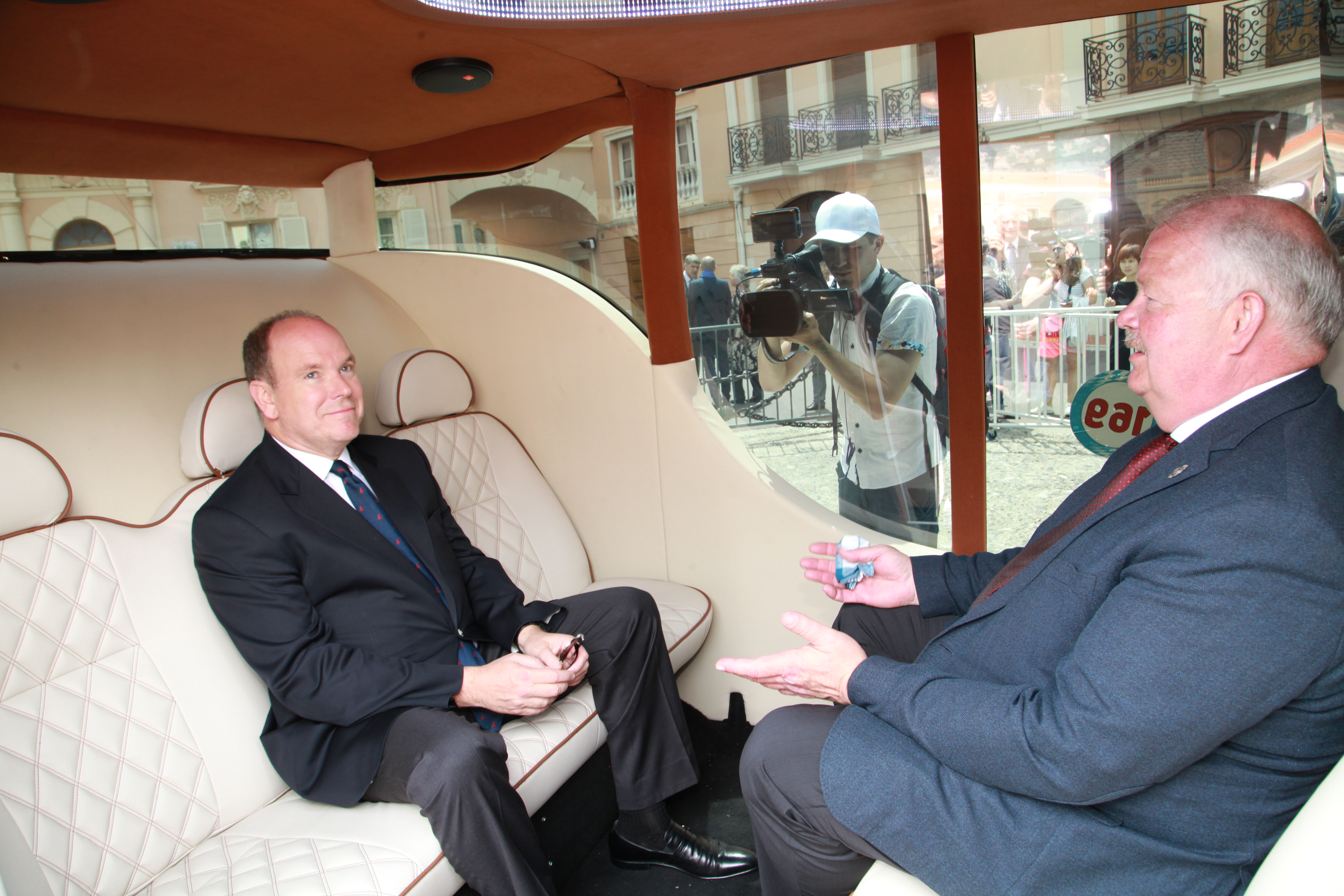
Князь Монако Альбер II та почесний консул Монако в Естонії Юрій Тамм в салоні електромобіля Synchronous, Монако, червень 2016

Synchronous створювався як міське таксі, готельний шатл чи екскурсійна автівка.
За твердженням низки видань, Synchronous є першим прототипом електромобіля, що був повністю розроблений та зібраний в Україні.

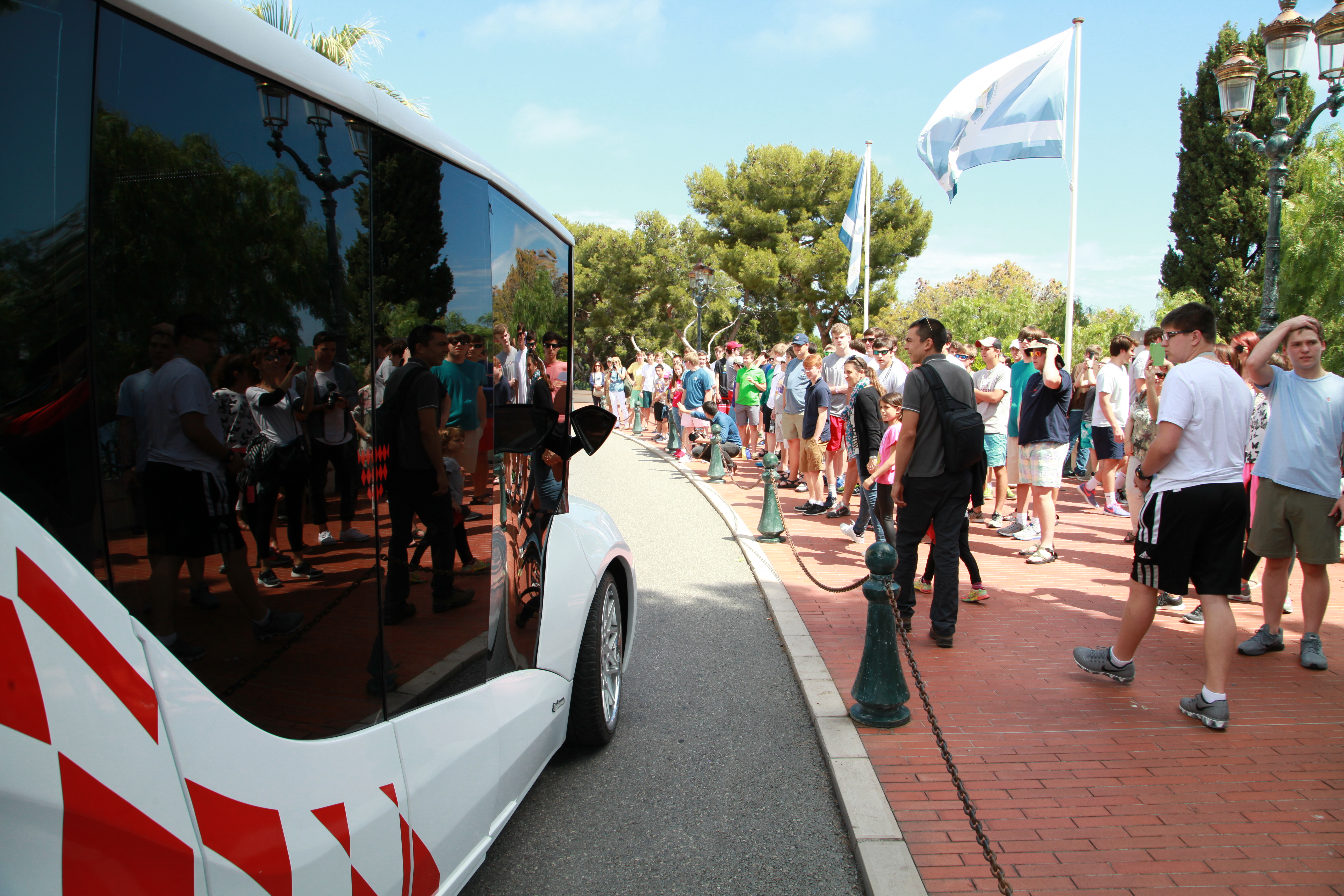
Електромобіль Synchronous їде вулицями Монако, липень 2016

Кузов прототипу вироблено зі склопластику. Габарити моделі: довжина  — 4,49 метри, ширина — 2,1 метри, висота — 2,2 метри. Електромобіль рухається завдяки асинхронному двигуну на передній осі, який живиться від літій-іонної батареї. Колесні диски — 19-дюймові, автомобіль також обладнано задньою камерою, кондиціонером з автономним живленням від сонячних батарей на даху та мультимедійною системою. Салон розрахований на 6 пасажирів, кабіна водія відокремлена від пасажирського салону скляною перегородкою.
У травні-червні 2016 року концепт електромобіля Synchronous взяв участь у транс'європейському електромобільному ралі «Електромобільний Марафон 2016 Львів — Монте-Карло». Разом з іншими учасниками, електрокар побував у таких містах, як Львів, Новояворівськ (Україна), Ряшів, Величка (Польща), Острава, Брно (Чехія), Шаморин (Словаччина), Вінер-Нойштадт, Форхдорф, Бад-Шаллербах (Австрія), Мюнхен, Ульм, Баден-Баден, Фрайбурґ (Німеччина), Бекенрід, Беллінцона (Швейцарія), Парма, Болонья, Лардерелло, Піза, Алассіо (Італія), Ментона (Франція), Монте-Карло (Монако).

## Технічні характеристики
Дані можуть змінюватися, оскільки станом на травень 2016 року існує лише один екземпляр, що все ще перебуває в стані концепту. Серійні екземпляри можуть відрізнятися характеристиками від концепту.
Габарити електромобіля складають 2,1х2,2х4,5 м. Synchronous розрахований на 7 чоловік — водій та 6 пасажирів. Салон обладнаний 2 м'якими кріслами, кондиціонером. Вікна затоновані.
Запас ходу на одній зарядці акумуляторів 130-160 км. На даху автівки розміщені сонячні батареї. Транспортний засіб розвиває швидкість 60-70 км/год.